# Withania riebeckii
Withania riebeckii är en potatisväxtart som beskrevs av Georg August Schweinfurth och Isaac Bayley Balfour. Withania riebeckii ingår i släktet Withania och familjen potatisväxter. Inga underarter finns listade i Catalogue of Life.